# Elaeocarpus millarii
Elaeocarpus millarii är en tvåhjärtbladig växtart som beskrevs av Weibel. Elaeocarpus millarii ingår i släktet Elaeocarpus och familjen Elaeocarpaceae. Inga underarter finns listade i Catalogue of Life.